# Kim Sujun
Kim Sujun (김수준?, Kim ShushunLR; 24 gennaio 1979) è un goista sudcoreano professionista presso la Nihon Ki-in giapponese. A volte viene indicato anche come Kim Shushun o Kim Shujun.

## Biografia
Nato in Corea del Sud, iniziò a giocare a Go fin da giovanissimo. Si trasferì in Giappone per studiare sotto la tutela del grande campione Cho Chikun, anch'egli coreano emigrato in Giappone.
Divenne professionista nel 1996, ottenendo lo stesso anno anche la promozione a 2º dan. Nel 2005 si è aggiudicato il torneo Shinjin-O, nel suo palmares figurano anche altre quattro finali. Nel 2018 ha raggiunto il grado massimo di 9º dan.

## Titoli
| Nazionali          | Nazionali | Nazionali     |
| Tornei             | Vittorie  | Finalista     |
| ------------------ | --------- | ------------- |
| Shinjin-O          | 1 (2005)  |               |
| Shin-Ei            |           | 3 (2001-2003) |
| NEC Shun-Ei        |           | 1 (2001)      |
| Totale in carriera |           |               |
| Totale             | 1         | 4             |